# Castelnuovo
Castelnuovo é uma comuna italiana da região do Trentino-Alto Ádige, província de Trento, com cerca de 892 habitantes. Estende-se por uma área de 13 km², tendo uma densidade populacional de 69 hab/km². Faz divisa com Telve, Scurelle, Carzano, Borgo Valsugana, Villa Agnedo e Asiago (VI).